# José Cerviño Cerviño
José Cerviño Cerviño (Aldán, 21 agosto 1920 – Vigo, 18 aprile 2012) è stato un vescovo cattolico spagnolo.

## Biografia
José Cerviño Cerviño nacque ad Aldán il 21 agosto 1920.

### Formazione e ministero sacerdotale
Compì gli studi ecclesiastici nel seminario diocesano di Santiago di Compostela.
Studiò discipline umanistiche nel seminario minore di Tui dal 1933 al 1940 e filosofia e teologia nel seminario maggiore di Santiago di Compostela dal 1940 al 1946. Dal 1947 al 1949 studiò per la laurea in diritto canonico presso la Pontificia Università di Salamanca.
Il 6 aprile 1946 fu ordinato presbitero per l'arcidiocesi di Santiago di Compostela. In seguito fu vicario cooperatore della parrocchia di San Miguel dos Agros a Santiago de Compostela dal 1946 al 1947; assistente ecclesiastico diocesano per l'Azione Cattolica giovanile e direttore della rivista dell'AC Ultreia dal 1949 al 1952; vice-rettore del seminario diocesano di Tui dal 1949 al 1953; professore nel seminario maggiore di Santiago di Compostela dal 1953 al 1955; rettore del seminario minore di Santiago di Compostela dal 1955 al 1968; canonico penitenziere della cattedrale di Santiago di Compostela dal 1964 al 1968 e professore di religione all'Università di Santiago di Compostela dal 1966 al 1968.

### Ministero episcopale
Il 4 giugno 1968 papa Paolo VI lo nominò vescovo ausiliare di Santiago di Compostela e titolare di Benepota. Ricevette l'ordinazione episcopale il 28 luglio successivo dal cardinale Fernando Quiroga y Palacios, arcivescovo metropolita di Santiago di Compostela, co-consacranti i vescovi ausiliari di Madrid Maximino Romero de Lema e José Guerra Campos.
Fu anche presidente della commissione interdiocesana per la liturgia in lingua galiziana dal 1969 e presidente della commissione mista per il patrimonio della Chiesa in Galizia.
Nel 1975 venne nominato anche amministratore apostolico di Tui-Vigo.
L'8 novembre 1976 lo stesso papa Paolo VI lo nominò vescovo di Tui-Vigo.
Il 7 giugno 1996 papa Giovanni Paolo II accettò la sua rinuncia al governo pastorale della diocesi per raggiunti limiti di età. In seguito si trasferì nella casa sacerdotale "Nosa Señora da Guía" a Vigo.
In seno alla Conferenza episcopale spagnola fu membro delle commissioni per i seminari dal 1968 al 1981, per la carità e la promozione sociale dal 1975 al 1978, per i confini dal 1978 al 1981 e dal 1987 al 1996, per la liturgia dal 1978 al 1981; per le missioni e la cooperazione tra le Chiese dal 1981 al 1990 e per il patrimonio culturale e della commissione permanente dal 1992 al 1995.
Nel 1997 fu insignito del premio per i viguesi distinti.
Morì serenamente alla clinica Povisa di Vigo la mattina del 18 aprile 2012 all'età di 91 anni. Le esequie si tennero il 20 aprile alle ore 17 nella cattedrale di Tui e furono presiedute da monsignor Julián Barrio Barrio. Una seconda celebrazione ebbe luogo il giorno successivo alle ore 12 nella concattedrale di Vigo e fu presieduta da monsignor Luis Quinteiro Fiuza. È sepolto nella cappella del Santissimo della cattedrale di Tui.

## Genealogia episcopale
La genealogia episcopale è:
- Cardinale Scipione Rebiba
- Cardinale Giulio Antonio Santori
- Cardinale Girolamo Bernerio, O.P.
- Arcivescovo Galeazzo Sanvitale
- Cardinale Ludovico Ludovisi
- Cardinale Luigi Caetani
- Cardinale Ulderico Carpegna
- Cardinale Paluzzo Paluzzi Altieri degli Albertoni
- Papa Benedetto XIII
- Papa Benedetto XIV
- Papa Clemente XIII
- Cardinale Bernardino Giraud
- Cardinale Alessandro Mattei
- Cardinale Pietro Francesco Galleffi
- Cardinale Filippo de Angelis
- Cardinale Amilcare Malagola
- Cardinale Giovanni Tacci Porcelli
- Cardinale Fernando Cento
- Arcivescovo Antonio García y García
- Cardinale Fernando Quiroga y Palacios
- Vescovo José Guerra Campos